# Nakano-shima (Osaka)
Pour les articles homonymes, voir Nakano-shima.
Nakano-shima (中之島, Nakanoshima) est une île fluviale située dans l'arrondissement de Kita-ku à Osaka, au Japon. Elle divise la rivière Kyū-Yodo en deux sections : les rivières Tosabori et Dōjima.
De nombreux bureaux gouvernementaux dont l'hôtel de ville d'Osaka, le parc Nakanoshima, des commerces et des musées sont situés sur Nakanoshima.

Vue schématique de la rivière Kyū-Yodo avec Nakanoshima.
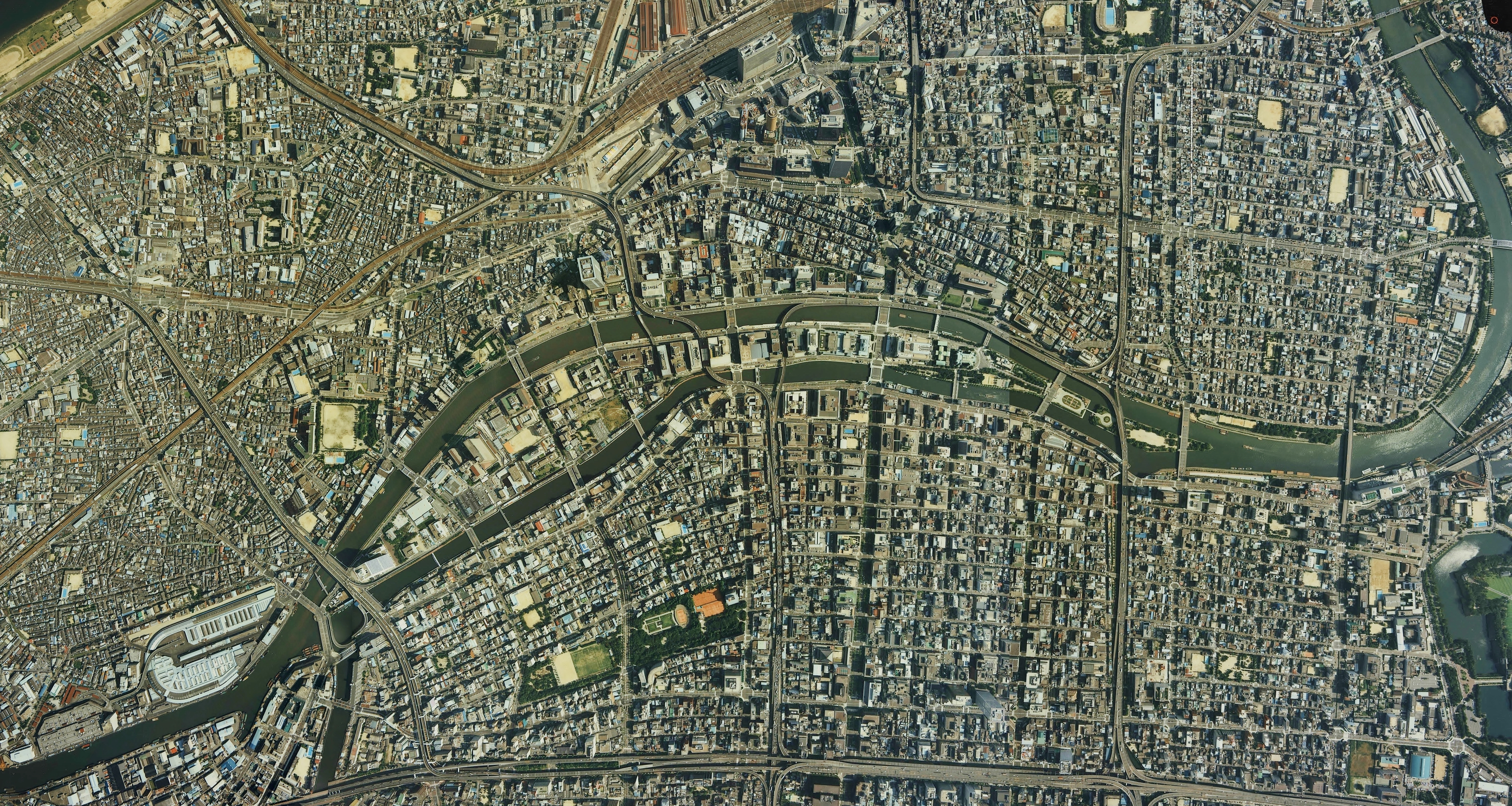
Nakanoshima en 1985.
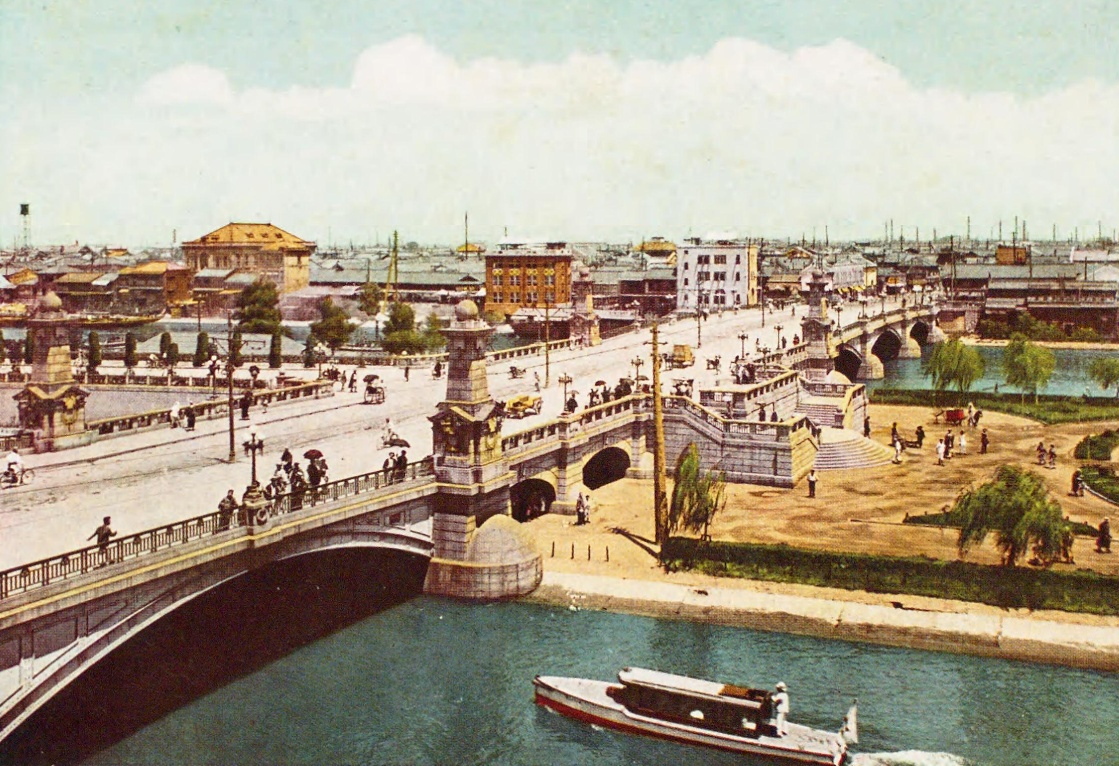
Pont Naniwa et île de Nakano-shima, vers 1920.